# Schlutzkrapfen

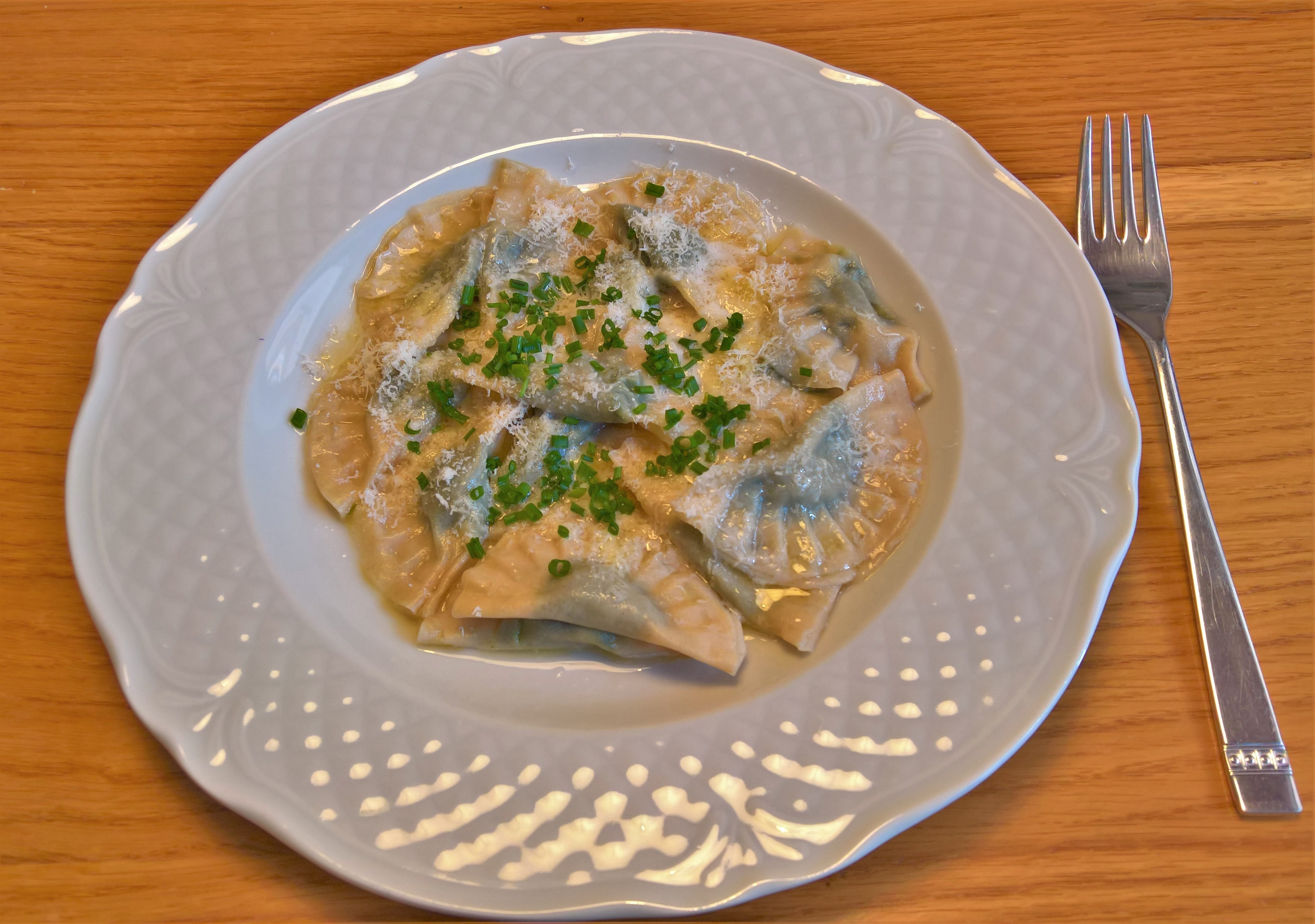
Südtiroler Schlutzkrapfen mit Spinatfüllung

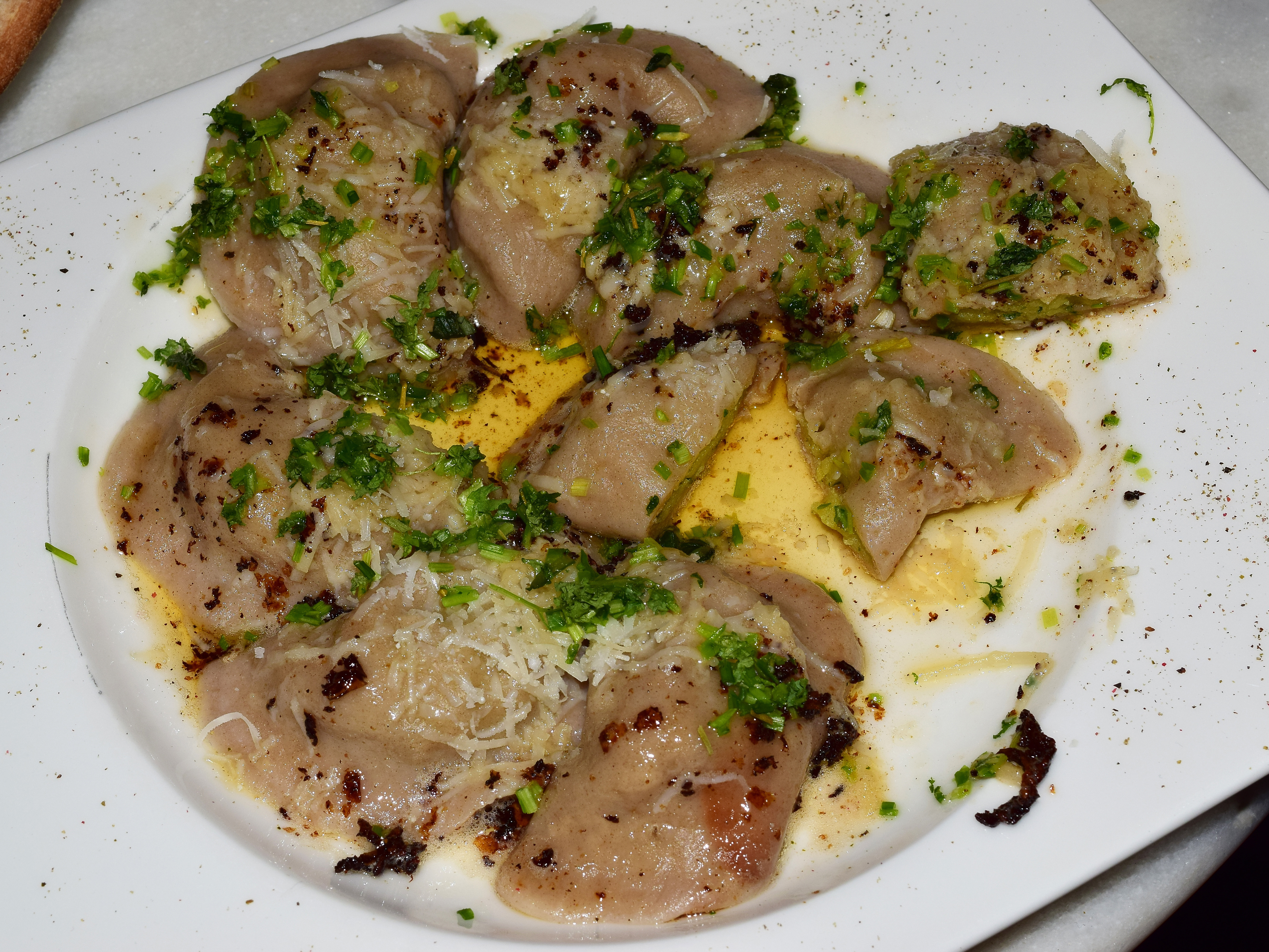
Schlipfkrapfen in Virgen in Osttirol

Schlutzkrapfen, kurz Schlutzer (regional auch Schlickkrapfen, Schlierkrapfen oder Schlipfkrapfen) sind eine regionale Nudelspezialität aus Tirol. Sie ähneln den italienischen Ravioli und werden in Italien daher ravioli tirolesi oder mezzelune genannt. Ähnliche Teigtaschen finden sich auch in Nachbarregionen Tirols, wie zum Beispiel Kärntner Nudeln, Cialzons (oder auch, je nach Schreibweise, Cjalzons oder Cjalsons) aus dem Friaul und Maultaschen aus dem Schwäbischen.
Schlutzkrapfen werden mit einer Mischung aus Roggen- und Weizenmehl hergestellt. Die Füllung besteht traditionell aus Fleisch vom Kalb oder Rind oder Kartoffeln, in Südtirol vor allem aus einer Spinat-Topfen-Kombination oder Rohnen (Rote Bete). In letzterem Fall wird das Gericht mit Mohnstreuseln serviert, ansonsten meist mit flüssiger Butter und Parmesan. Man findet auch Variationen mit Füllungen aus Zwiebeln, Muskatnuss und Ei. Ein Tiroler Klassiker sind Schlutzkrapfen mit Rüben-Speck-Füllung, und in Teilen Osttirols findet sich diese Spezialität mit einer Kartoffelfüllung als Schlipfkrapfen. Generell gibt es große regionale Unterschiede bei der Zubereitung.
In den ladinischen Tälern werden die Schlutzkrapfen Casunziei bzw. Crafuncins genannt, im Italienischen werden sie als Mezzelune (Halbmonde) bezeichnet. Die deutsche Bezeichnung leitet sich vom in Ost- und Südtirol (aber auch in Kärnten) gebräuchlichen Wort schlu(t)zen her, was so viel wie „gleiten“, „rutschen“ bedeutet. In Kärnten werden sie auch als Schlickkrapfen bezeichnet und dabei meist als Suppeneinlage verwendet.